# Електроенцефалография
Електроенцефалограмата (ЕЕГ на английски: Electroencephalogram) е запис на електрическата активност в мозъка. Записът се извършва с помощта на електроенцефалограф с електроди, прикрепени към скалпа на пациента. Получените модели се наричат мозъчни вълни и отразяват общите характеристики на дейността на мрежи от нервни клетки в мозъка.
- Какво представлява изследването?

Диагностична процедура, по време на която се регистрират мозъчните импулси, които се изобразяват под форма на графика (електроенцефалограма).
- Кога се провежда?

Прави се за диагностициране на епилепсия, мозъчни тумори, състояния след травма на главата, възпалителни и съдови заболявания на мозъка и инсулти.
- Как се провежда?

Пациентът ляга удобно на леглото.
На главата му се прикрепват около 20 електрода, с помощта на които се регистрират мозъчните импулси.
Това е напълно безболезнено изследване.
Продължава от 20-40 минути. Пациентът трябва да е с чист скалп и да е спокоен.
- Какви са рисковете, усложненията и недостатъците?

Рисковете са минимални.